# Parlamentní volby v Polsku 2027
Parlamentní volby v Polsku v roce 2027 se podle polské ústavy musí konat nejpozději ve čtvrtek 11. listopadu 2027. Konat se budou paralelně volby jak do polského Sejmu, tak do Senátu.

## Pozadí
Po polských parlamentních volbách v roce 2023 vytvořily vládu subjekty Občanská platforma, volební aliance Třetí cesta tvořená stranou Polska 2050 a Polskou lidovou stranou a kandidátní listiny sjednocenné levice. Nejsilnější opoziční stranou se stala strana Právo a spravedlnost (PiS), jež v letech 2015 až 2023 v zemi vládla. Dalším relevantním opozičním subjektem se stala krajně pravicová Konfederace. V říjnu 2024 své působení ve vládě ukončila levicová strana Razem.
V prezidentských volbách v roce 2025, které se během volebního období v letech 2023 až 2027 konaly, zvítězil kandidát opoziční PiS Karol Nawrocki, což vyvolalo hlasování o důvěře vládě, které však vláda ustála. V červenci 2025 však došlo k významné reorganizaci vlády.